# Fernando Brandolini
Fernando Ferdinando Brandolini , né le 4 janvier 1932 à Mediglia en Lombardie et mort le 27 juillet 1987 à Zibido San Giacomo en Lombardie, est un coureur cycliste italien, professionnel de 1956 à 1961. 

## Palmarès
- 1950
  - Grand Prix Colli Rovescalesi
- 1952
  - 2e de Milan-Asti
- 1954
  - 3e de Milan-Rapallo
- 1958
  - 3e du Tour du Tessin
- 1960
  - 3e du Trophée Matteotti
- 1961
  - 2e du Grand Prix Faema
  - 3e du Grand Prix de Saint-Raphaël

## Résultats sur les grands tours

### Tour de France
1 participation
- 1960 : 78e

### Tour d'Italie
2 participations
- 1958 : 61e
- 1959 : abandon

### Tour d'Espagne
1 participation
- 1958 : abandon